# Liste de scandales politiques français
 (août 2023).
Cet article a pour objet de recenser les scandales politiques français, dont les affaires politico-financières ayant éclaté dans le pays.

## Ancien régime, Restauration et Second empire
- Exécution pour détournements de fonds publics de Pierre de Rémi
- Arrestation de Jacques Cœur
- Exécution pour détournements de fonds publics de Jacques de Beaune, baron de Semblançay
- Arrestation du surintendant des finances Nicolas Fouquet
- Scandale des marchés d'Espagne
- Système de Law
- Affaire du collier de la reine
- Liquidation de la Compagnie des Indes orientales (1793)
- 1789 : l'affaire Réveillon ;
- Assignat
- 1797 : l'affaire XYZ ;
- 1816 : le naufrage et les recherches de la frégate française La Méduse sur la côte ouest de l'Afrique ;
- Crédit mobilier (1867)

## IIIeRépublique: 1870-1940
- Krach de l'Union générale : banque fondée par Paul Eugène Bontoux, elle connaît une faillite retentissante en février 1882.
- Scandale des décorations : l'affaire porte sur le trafic de décorations orchestré par Daniel Wilson, député et gendre du président de la République Jules Grévy, en échange d'investissements financiers à son profit. La révélation du scandale en 1887, la campagne de presse qui suit et la fronde des opposants au gouvernement (notamment Georges Clemenceau) entraîne la démission de Jules Grévy[1]. Daniel Wilson est poursuivi mais acquitté en raison d'un vide juridique[2].
- Scandale de Panama : affaire portant sur les problèmes de corruption liée au percement du canal de Panama, révélée en 1892 par La Libre Parole[3]. En difficulté financière, la compagnie chargée du projet tente d'obtenir un emprunt public par une vaste opération de corruption de la presse et de parlementaires, mise en place par l'intermédiaire de Jacques de Reinach. Le procès qui suit ne condamne réellement que Charles Baïhaut, mais l'impact sur l'opinion s'avère désastreux, et le chantier du canal du Panama est récupéré par les États-Unis[4].
- 1894 : l'affaire Dreyfus, condamnation pour trahison d'Alfred Dreyfus - intervention de l'écrivain Émile Zola le 13 janvier 1898 ;
- 1900 : l'affaire des fiches, concerne une opération de fichage politique et religieux dans l'armée française au début du XXe siècle, réalisée par des loges maçonniques du Grand Orient de France ;
- Complot des panoplies : perquisitions conduites à l'Action française à la suite d'une campagne de presse contre le Bonnet Rouge en 1917.
- Affaire des emprunts russes, reniés par le régime soviétique en décembre 1917 : 1,6 million d'épargnants français dépossédés.
- Affaire de l’héritage Crawford : legs imaginaire portant sur plus d'une centaine de millions de francs-or.
- Affaire de la Banque industrielle de Chine : sur fond de concurrence acharnée entre institutions financières et d'intrigue opposant le Quai d'Orsay au ministère des Finances, le gouvernement refuse au dernier moment d'intervenir pour sauver la Banque industrielle de Chine, entraînant sa faillite et l'effondrement de la valeur de ses actions.
- Affaire Hanau : la financière Marthe Hanau fonde en 1925 La Gazette du franc et promeut des placements boursiers au profit de sociétés à l'activité fictive. Le système s'écroule à la fin de l'année 1928 et déstabilise le gouvernement du Cartel des gauches.
- Affaire Oustric : la banqueroute frauduleuse du banquier Albert Oustric en 1929 entraîne la démission du ministre de la Justice Raoul Péret.
- Affaire de l'Aéropostale : les difficultés rencontrées par la Compagnie générale aéropostale, fortement dépendante de subventions publiques, la poussent à commettre des fraudes comptables puis à se placer en liquidation, après avoir échoué à obtenir une recapitalisation de la part du gouvernement.
- Affaire de la Banque commerciale de Bâle : en 1932, une perquisition dans la filiale parisienne d'une banque suisse révèle un système organisé d'évasion et de fraude fiscale, éclaboussant une partie de la classe politique[5].
- Affaire Stavisky : cette affaire concerne une fraude financière massive opérée par Alexandre Stavisky et couverte par divers parlementaires et ministres corrompus[6]. Découverte fin 1933, elle contribue, après une violente campagne de presse et l'assassinat de Stavisky, à la chute du gouvernement de Camille Chautemps et, dans un contexte de crise politique, aux émeutes du 6 février 1934, durant lesquelles quinze personnes sont tuées[7].

## IVeRépublique: 1946-1958
- 1946 : le « scandale du vin » dénoncé par le ministre Yves Farge[8] ;
- 1949 : l'Affaire des généraux
- Affaire du trafic des piastres : durant la guerre d'Indochine, un trafic de piastres, dont le taux de change favorisait la spéculation, permet un détournement de fonds publics, en particulier par des généraux et ministres, au moyen de faux documents. L'affaire, révélée en 1950, fait scandale quand est découvert deux ans plus tard que le Viêt Minh s'y adonne également dans la guerre d'indépendance contre l'État français, jusqu'à ce qu'une loi soit votée en 1953[9].
- 1950 : l'affaire Henri Martin
- 1954 : l'affaire des fuites

## VeRépublique: 1958 à nos jours

### Présidence de Gaulle
- 1959 : l'affaire des ballets roses ;
- 1964 : l'affaire Saint-Aubain ;
- 1965 : l'affaire Ben Barka, disparition d'un leader de l'opposition marocaine, Mehdi Ben Barka ;
- 1968 : l'affaire Marković ;

### Présidence Pompidou
- Affaire Urba : L'affaire Urba en 1971 porte notamment sur les conditions d'attribution de marchés publics et concerne le financement occulte du Parti socialiste.
- Affaire de la Garantie foncière[10],[11],[12] : révélée en 1971, cette affaire dévoile les relations frauduleuses entre la société civile immobilière La Garantie foncière et le député gaulliste André Rives-Henrÿs entraînant la démission de ce dernier et l'intervention de la COB. Les médias dénoncent l'affairisme du pouvoir en place et lancent la fameuse formule de l'« État-UDR ».
- Affaire des abattoirs de La Villette : le député UDR Michel de Grailly préside la société d'économie mixte chargée de reconstruire les abattoirs de la Villette, chantier long et inutile qui a abouti à sa destruction avant même d'avoir été utilisé (1971).
- 1973 : l'affaire des plombiers ;
- Affaire des avions renifleurs
- Affaire Villarceaux
- Affaire Jean de Broglie

### Présidence Giscard d'Estaing
- Affaire des diamants : affaire impliquant le président Valéry Giscard d'Estaing et l'ancien empereur de Centrafrique, Bokassa Ier.
- 1974 : l'affaire Eurodif et sa suite en 1985 l'affaire des otages du Liban ;
- Affaire de Vathaire[13]: affaire d'escroquerie révélée en 1976 à l'encontre de Marcel Dassault, alors député UDR, et impliquant Jacques Chirac. Dans le développement de l'affaire, Le Canard enchaîné accuse l'avionneur d'utilisation frauduleuse de fonds publics et de fraude fiscale, ce que Dassault nie vigoureusement.
- 1979 : l'affaire Robert Boulin ;

### Années 1980
- Affaires Françafrique ;
- Affaire de la Société générale : un raid boursier contre la Société générale mené en 1988 révéla une affaire de délits d'initiés dans laquelle plusieurs hommes politiques du Parti socialiste étaient impliqués. Cette affaire fut conclue par un procès.
- Affaire des écoutes de l'Élysée : affaire révélée en 1993 sur des faits remontant à 1983-86 mettant en cause directement François Mitterrand et se concluant par la condamnation de quelques-uns de ses proches collaborateurs.
- Affaire des otages du Liban
- Affaire du Carrefour du développement : l'affaire porte sur un détournement de 27 millions de francs entre 1984 et 1986 par Christian Nucci, jeune ministre délégué à la Coopération et au développement sous François Mitterrand. Inculpé de détournement de fonds, de faux en écritures publiques et privées par la commission d'instruction de la Haute Cour de justice, Christian Nucci bénéficie d'une loi d'amnistie sur les délits de financement illégal de campagnes électorales (loi prise dans le même cadre que celle relative au financement des partis politiques français, votée le 15 janvier 1990 spécialement pour lui et les élus socialistes impliqués dans l'affaire Urba) : la Haute Cour rend un non-lieu le 4 avril 1990.
- Affaire du circuit de Magny-Cours[14]
- Affaire Escota
- Affaire Jacques Pilhan[15]
- Affaire Jeanny Lorgeaux[16]
- Affaire du Rainbow Warrior : coulage du navire amiral de l'organisation écologiste Greenpeace.
- Affaire Luchaire[17],[18],[19] : entre 1982 et 1986, des ventes dissimulées d'armes à l'Iran auraient alimenté les caisses du Parti socialiste, mettant en cause directement le ministre de la Défense Charles Hernu.
- Affaire Noblepac
- Affaire Pechiney-Triangle
- Affaire Pierre Botton
- Affaire René Lucet
- Affaire SORMAE-SAE
- Affaire Urba : le volet marseillais de l'affaire qui a débuté en 1971, sur la période de janvier 1987 à février 1989.
- Affaire UTA
- Affaire Vibrachoc[20]

### Présidence Mitterrand
- 1981 : l'affaire du cancer caché de François Mitterrand ;
- 1982 : l'affaire des Irlandais de Vincennes ;
- 1983 : l'affaire des écoutes de l'Élysée ;
- 1985 : l'affaire des otages du Liban ;
- 1985 : l'affaire du sang contaminé ;
- 1985 : l’affaire du Rainbow Warrior, le sabordage du navire amiral de Greenpeace, par les services secrets français le 10 juillet 1985 ;
- 1987 : l'affaire du « détail » ;
- L'affaire du financement occulte du Parti républicain[21],[22],[23] (1987 -1991) ;
- 1989 : l'affaire Urba ;
- L'affaire des ventes d'armes à l'Angola (1993-1995) ;
- 1990 : l'affaire de la profanation du cimetière juif de Carpentras ;
- L'affaire de la MNEF ;
- 1992 : l'affaire Habache ;
- 1992 : l'affaire des Mirages de Taïwan ;
- 1993 : l'affaire du suicide de Pierre Bérégovoy ;
- 1994 : l'affaire Dauphiné News ;
- 1994 : l'affaire du suicide de François de Grossouvre ;
- 1994 : l'affaire du rôle de la France dans le génocide des Tutsi au Rwanda ;
- 1995 : l'affaire des faux électeurs du 3e arrondissement de Paris ;

### Années 1990
- Fonds spéciaux
- Affaires Françafrique ;
- Affaire Agos
- Affaire Airbus (France)
- Affaire Botton
- Affaire Boucheron[24]
- Affaire Dauphiné News
- Affaire de la Cogédim[25]
- Affaire de la Jeunesse toulonnaise
- Affaire de la MNEF : c'est une affaire d'enrichissement personnel et d'emplois fictifs qui touche la MNEF dans les années 1990, impliquant notamment des personnalités liées au Parti socialiste (PS), et plusieurs issues du courant trotskyste lambertiste, considéré comme ayant « pris le contrôle » de la MNEF à la fin des années 1970.
- Affaire de la mine d'or de Yanacocha
- Affaire de la Sempap
- Affaire de la Sofremi
- Affaire des avions CASA
- Affaire des faux chargés de mission
- Affaire des emplois fictifs de la mairie de Paris
- Affaire des fausses factures du RPR[26]
- Affaire des frégates d'Arabie saoudite et des sous-marins du Pakistan
- Affaire des HLM de Paris
- Affaire des HLM des Hauts-de-Seine
- Affaire Schuller-Maréchal
- Affaire des marchés publics d'Île-de-France
- Affaire des ventes d'armes à l'Angola : appelée aussi Angolagate ou affaire Mitterrand-Charles Pasqua, elle concerne une vente d'armes soviétiques d'un montant total de 790 millions de dollars américains au gouvernement angolais du président José Eduardo dos Santos en 1994, alors que la guerre civile angolaise venait de reprendre entre le Mouvement populaire de libération de l'Angola (MPLA) au pouvoir et l'Union nationale pour l'indépendance totale de l'Angola (UNITA).
- Affaire Destrade
- Affaire Doucé[27],[28]
- Affaire du casino d'Annemasse
- Affaire du Crédit lyonnais[29],[30],[31],[32] : dans les années 1990, le Crédit lyonnais – alors propriété de l'État – ainsi que plusieurs de ses filiales sont au cœur d'une série d'enquêtes, menées par la Commission bancaire, concernant des malversations qui conduisent le Crédit Lyonnais à la quasi-faillite en 1993, à cause d'investissements massifs perdus. Un rapport parlementaire dénonce le système des avances et prêts à risques qui anticipent sur les plus-values, notamment immobilières, qui ont été l'une des causes de la crise du logement. En 1996, alors qu'une plainte du Ministre des finances Jean Arthuis vise Jean-Yves Haberer, Président du Crédit Lyonnais, et Jean-Claude Trichet, Directeur du Trésor, le siège central parisien du Crédit Lyonnais est ravagé par un incendie qui soulève de nombreux doutes quant à son caractère accidentel, notamment en raison des multiples départs d'incendie ainsi que le fait que les archives du groupe au Havre sont également incendiées. Le montant des pertes de plus de 130 milliards de Francs en font l'un des plus grands scandales financiers de l'histoire.
- Affaire du financement de Globe Hebdo[33]
- Affaire du Relais de la Reine (voir Michel Mouillot)[34]
- Affaire du siège de GEC-Alsthom Transport
- Affaire Elf
  - Affaire Bidermann
  - Affaire Dumas (qui est aussi un volet de l'affaire des frégates de Taïwan)
  - Affaire Thinet
  - Affaire de la maison du Dr Maillard
  - Affaire Ertoil (Rachat de Ertoil en Espagne)
  - Affaire de la FIBA (French Intercontinental Bank) (voir Histoire du Gabon)[35]
  - Affaire Leuna
- Affaire Gifco[36] : de 1990 à 1994, un bureau d'études mis en place par le Parti communiste français (PCF), Gifco, a encaissé plus de 2 milliards de francs français (300 millions d'€, non réévalués) via son bureau d'études Gifco, auprès d'entreprises souhaitant obtenir des marchés municipaux.
- Affaire Gillibert[37]
- Affaire Grenoble Isère développement
- Affaire Joséphine[38],[39]
- Affaire Maillard et Duclos
- Affaire Omnic
- Affaire Pelat
- Affaire Pétrole contre nourriture
- Affaire Testut
- Affaire Tiberi[40],[41],[42]
- Affaire Yann Piat
- Affaire Yves Saint-Laurent (vente d'actions Yves Saint Laurent (entreprise) à Sanofi)[43]

### Présidence Chirac
- Cellule juridique de l'Élysée (1995-2002) ;
- Affaire de la privatisation de la CGM (Compagnie générale maritime)[44],[45] (1996) ;
- Affaire des frégates de Taïwan (1997) ;
- Affaire Dumas (qui est aussi un volet de l'affaire Elf) (1997) ;
- Affaire de la cassette Méry (1999) ;
- Affaire des paillotes (1999) ;
- Affaire Rhodia (1999) ;
- Affaire du compte japonais de Jacques Chirac (2001) ;
- Affaire du château de Bity[46] ;
- Affaire du contrat DSK-EDF[47] (2001) ;
- Affaire Bédier (2001) ;
- Affaire des frégates d'Arabie saoudite et des sous-marins du Pakistan
- Affaire de l'hippodrome de Compiègne
- Affaire Clearstream 1 (2001) ;
- Affaire Karachi (2002) ;
- Affaire de la Fondation Hamon (2003) ;
- Affaire Clearstream 2  (2004) ;
- Affaire des propos de Bruno Gollnisch d'octobre 2004
- Affaire des frais de bouche des époux Chirac (Jacques Chirac et Bernadette Chirac)[48] ;
- Affaire de la Française des Jeux (2006)[49],[50],[51] ;
- Affaire du CE d'EDF[52] : après 12 ans d'instruction, lourdes condamnations de la CGT, du PCF et du journal L'Humanité qui se « finançaient sur la bête »[53] (2006) ;

### Années 2000
- Affaire du Crédit municipal de Paris ;
- Affaire du Cref[54]
- Affaire du tramway de Nice[55] ;
- Affaire EADS ;
- Affaire Elf Nigeria[56] ;
- Affaire Gaymard ;
- Affaire Lagerfeld[57] ;
- Affaire Laurent Raillard[58] ;
- Affaire Michel Mouillot ;
- Affaire Sulzer ;
- Affaire Thales[59] ;
- Affaire UraMin.
- Affaire Florence Lamblin[60],[61] ;
- Affaire des formations professionnelles d'EELV[62],[63] ;

#### Quinquennat Sarkozy (2007-2012)
- Affaire de l'UIMM (2007) ;
- Affaire Cécilia Attias, ex-épouse de l'ancien président Nicolas Sarkozy : Panama Papers;
- Affaires Françafrique ;
  - Affaires Bien mal acquis
- Affaire du tramway de Bordeaux (2011)[64] ;
- Affaire Kerviel / Société Générale, crise financière de janvier 2008 à la Société générale ;
- Affaire Falciani / HSBC, affaire des évadés fiscaux (2009) ;
- Affaire Tapie-Lagarde (2011) ;
- Affaire Ziad Takieddine/Total[65],[66] ;
- Affaire Guérini (2009), Panama Papers;
- Affaires Serge Dassault (2010) ;
- Affaire de l'hippodrome de Compiègne (2010) ;
- Affaire du Carlton de Lille[67] (2011) ;
- Affaires Sarkozy
  - Affaire Bismuth, dite aussi affaire des écoutes ;
  - Affaire Bygmalion[68] ;
  - Affaire Sarkozy-Kadhafi ;
  - Affaire Woerth-Bettencourt ;
  - Affaire des sondages de l'Élysée.
- Affaire André Guelfi dit « Dédé la Sardine », homme d'affaires : Panama Papers;
- Affaire Arnaud Claude, avocat associé de l'ex-président Nicolas Sarkozy : Panama Papers ;
- Affaire du détournement de fonds publics au profit de sénateurs UMP
- Affaire Sylvie Andrieux[69],[70] (2005-2016) ;

#### Quinquennat Hollande (2012-2017)
- Affaire Anne Lauvergeon (AREVA Uramin, 2012) ;
- Affaire Jeanne (2014) ;
- Affaire des eurodéputés du FN (2014) ;
- Affaire du détournement de fonds publics au profit de sénateurs UMP (2012) ;
- Affaires Cahuzac (Affaire des évadés fiscaux + Panama Papers;) ;
- Affaire Yamina Benguigui ;
- Affaires Françafrique ;
- Affaire Aquilino Morelle ;
- Affaire Thévenoud ;
- Affaire Kader Arif ;
- Affaire Le Roux ;
- Affaire Pierucci / * Affaire Alstom (2014) ;
- Panama Papers (2016) ;
- Affaire Fillon (2017)

#### Premier quinquennat Macron (2017-2022)
- Affaires des eurodéputés du MoDem ;
  - Affaire Bayrou ;
- Affaires Buzyn ;
- Affaires Darmanin ;
- Affaire De Rugy ;
- Affaire Delevoye ;
- Affaires De Sarnez ;
- Affaires Dupond-Moretti ;
- Affaire Dussopt ;
- Affaire Flessel ;
- Affaire Goulard ;
- Affaire Griset ;
- Affaires Nyssen ;
- Affaire Kohler / MSC contre association Anticor[71] ;
- Affaire Lecornu, l'un des 15 membres de gouvernement à faire face à la justice
- Affaires Pénicaud, dont (Affaire Business France) ;
- Paradise Papers (2017) ;
- Affaire MacronLeaks ;
- Affaires Benalla;
- Affaire Bridey ;
- Affaire Ferrand ou Affaire des mutuelles de Bretagne ;
- Affaire Laabid ;
- Affaire Le Gendre ;
- Sylvain Maillard (Pandora papers) ;
- Affaire Mercier/Nardella (affaire des trésoriers du Modem) ;
- Affaires Solère ;
- Pandora Papers
- Affaire Coralie Dubost
- Affaire Carlos Ghosn
- Affaire des comptes de campagne de Jean-Luc Mélenchon en 2017
- Affaire des sous-marins australiens (2021)
- 2022 : Affaire McKinsey
- 2022 : Uber Files

#### Deuxième quinquennat Macron (2022-2027)
- Affaire du fonds Marianne
- Affaire Bétharram
- Affaire Nestlé
- Affaire Hollande-Gayet